# ماتيو زانيني
ماتيو زانيني (بالإيطالية: Matteo Zanini)‏ (20 مايو 1994 في إيطاليا - ) هو لاعب كرة قدم إيطالي في مركز الدفاع. لعب مع نادي تشيزينا واتحاد بافيا لكرة القدم.

## وصلات خارجية
- ماتيو زانيني على موقع قاعدة بيانات كرة القدم.إي يو (الإنجليزية)
- ماتيو زانيني على موقع Soccerway.com (الإنجليزية)